# Bohumil Koutník
Bohumil Koutník (* 11. září 1971) je český podnikatel.
19. srpna 2003 založil s dalšími pěti společníky akciovou společnost Bohemian Appraisal, která vydala listinné akcie na majitele. V roce 2010 byl podle vlastního prohlášení jediným akcionářem této společnosti. 23. února 2011 založil s Jiřím Tinkou společnost Koutník & Partner, auditorská kancelář.

## Artesa
20. prosince 2007 založil s Petrem Záhorkou akciovou společnost Bohemian Management. V červenci 2009 jako jediný akcionář této společnosti rozhodl o navýšení základního kapitálu na 40 milionů korun, aby společnost měla peněžní prostředky na zamýšlené akvizice. Následně došlo k nákupu společností Lorca, Termostav Brno a SnowSki, které byly jedinými třemi osobami disponujícími kvalifikovanou účastí na spořitelním a úvěrním družstvu 1. investiční záložna (dříve Svatopluk). V únoru 2010 došlo ke změně názvu společnosti z Bohemian Management na Artesa Capital a současně k přejmenování družstva na Artesa, spořitelní družstvo. V srpnu 2011 Artesa Capital koupila společnost DEPOZITNÍ CENTRUM, kterou dříve vlastnila společnost Key Investments. K 31. prosinci 2011 měla Artesa Capital 99 % podíl na splaceném základním kapitálu spořitelního družstva Artesa.

## Znalecké posudky
31. března 2011 vydala společnost Bohemian Appraisal znalecký posudek pro účely vytěsnění minoritních akcionářů společnosti Budějovický měšťanský pivovar (BMP), ve kterém stanovila reálnou hodnotu BMP na 47 milionů korun. Bohemian Appraisal později vydala ještě dva další posudky ve věci ocenění tohoto pivovaru, které byly součástí transakcí, v rámci kterých byl pivovar prodán americké společnosti Anheuser Busch.
6. března 2014 vydal soudce Miroslav Veselý usnesení o úpadku společnosti Via Chem Group, akcionáře ústeckého Spolku pro chemickou a hutní výrobu, a ustanovil znalcem společnost Bohemian Appraisal. 9. září 2014 vydal soudce Josef Šimek usnesení o povolení reorganizace strojírenské společnosti Heavy Machinery Services (HMS, dříve LEGIOS) a ustanovil znalcem společnost Bohemian Appraisal. Na základě námitky Všeobecné úverové banky (VÚB) soud Bohemian Appraisal z vypracování znaleckého posudku o ocenění majetkové podstaty společnosti Heavy Machinery Services vyloučil. VÚB mimo jiné namítla, že audit HMS za účetní období 1.1.2010 - 30.9.2011 provedla společnost Koutník & Partner.